# Argyrotheca australis
Argyrotheca australis är en armfotingsart som först beskrevs av Blochmann 1910.  Argyrotheca australis ingår i släktet Argyrotheca och familjen Megathyrididae. Inga underarter finns listade i Catalogue of Life.